# Симеон Джугаєці
Симеон Джугаєці (вірм. Սիմեոն Ջուղայեցի; дата нар. невід. — пом. 1657) — вірменський філософ, богослов, мовознавець, педагог і громадський діяч XVII століття.

## Біографія
Симеон Джугаєці народився наприкінці XVI століття у Східній Вірменії, в місті Джуга, яке перебувало в той час то під османським, то під перським володарюванням. В 1605 році, в ранньому дитинстві він, в числі сотень тисяч інших вірмен, був насильно вивезений до Персії. Переселені вірмени заснували в Персії місто Нор-Джуга, де Джугаєці й отримав початкову освіту. У 1620 році став учнем місцевого духовного проводиря вірмен — Хачатура Кесараці, з яким у 1629 році в ролі представника першопрестольного Ечміадзина подорожував заселеними вірменами місцями Малої Азії, відвідавши при цьому Константинополь, Крим, Польщу (Львів). Через два роки в 1631 році Джугаєці повертається до Вірменії і зустрічається з Меліксетом Вжанеці, у якого бере уроки філософії. Однак, не закінчивши повного курсу, в кінці того ж року, він повернувся в Нор-Джугу, де займався самоосвітою, попутно здійснюючи викладацьку діяльність. Отримавши необхідні йому знання, він став одним з найосвіченіших людей свого часу. Під час своєї педагогічної практики, всіляко намагаючись протистояти поширюваному латинофільству, він переконався, що відсутність підручника граматики рідною мовою ускладнює її вивчення. В результаті тривалих спостережень і кропіткої роботи, в 1637 році з-під пера Симеона Джугаєці виходить перша в сучасному сенсі цілісна граматика вірменської мови.

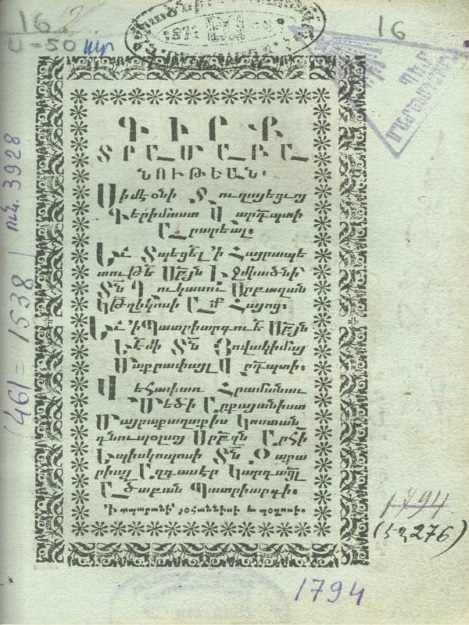
Обкладинка видання «Книги логіки», 1794, Константинополь

У середині XVII століття Джугаєці написав свою найбільш значну філософську працю: «Книгу логіки», яка впродовж століть була найпоширенішим у вірменських школах підручником філософії. «Книга логіки» в 1728 і 1794 роках двічі перевидавалася і двічі перекладалась грузинською мовою, справивши благотворний вплив на видних діячів грузинської культури Антонія Багратіоні, Давида Багратіоні, Іоанна Багратіоні та інших.
В 1651 році Симеон Джугаєці відредагував вірменський переклад праці відомого грецького неоплатоніка V століття Прокла Діадоха «Елементи теології», перекладеної з грузинської мови в XIII столітті, і написав до неї досить великі «Тлумачення». Через століття цей твір Прокла з тлумаченнями Джугаєці було знову перекладено грузинською мовою. По закінченні «Тлумачень» до праці Прокла Симеон Джугаєці написав нову роботу, яка, однак, залишилася незавершеною через смерть автора в 1657 році. Проте робота ця дуже важлива для вивчення філософських поглядів Симеона Джугаєці.
У Симеона Джугаєці сформульована єдність двох форм пізнання — фізики й метафізики; це підтверджує сам Симеон, кажучи, що одне з них не може бути без іншого, що обидва вони завжди бувають разом і доповнюють одне одного. Симеон Джугаєці стверджував богоєдиність першопричиною світу, визначаючи її як можливість, яка обумовлює собою різноманіття одиничних сутностей і яка в якості дійсності існує як зовнішня природа. Одиничне суще, за Джугаєці, є щось матеріальне, для якого матеріальність не є випадковим атрибутом, «бо коли ми заперечуємо випадкове — не знищується підлегле, а коли заперечуємо матерію — підлегле знищується». Основою природи, згідно йому ж, є її матеріальне буття.
У своїх роботах, Симеон Джугаєці говорив не тільки про органи чуття, їх співвідношення, функції і значення, він також прагнув вивчити будову головного мозку людини. Ним була висловлена думка про те, що мозок є тим матеріальним субстратом, який обумовлює різні форми пізнання: відчуття, пам'ять, думку і міркування.

## Роботи
- «Книга логіки»
- «Тлумачення»
- «Логіка»
- «Книга, яка називається граматикою»
- «Коментарі» до «Елементів теології»